# Un día, una habitación
"Un día, una habitación" (en inglés: "One Day, One Room") es el duodécimo episodio de la tercera temporada de la serie estadounidense House. Fue estrenado el 30 de enero de 2007 en Estados Unidos, el 28 de marzo en España y el 20 de agosto del mismo año en Chile.

## Trama
Mientras House se ve forzado a trabajar a tiempo completo en el hospital pasando consulta a pacientes, debe enfrentarse al caso de una joven víctima de una violación que insiste en confiar en él. Ella sólo está dispuesta a que House lleve su caso. En un principio, él se negará a tratarla, pero después se verá envuelto y muy implicado en el caso de la joven. Por otro lado, Cameron se encarga de un paciente con cáncer terminal que intenta aprovechar el estado de ánimo de la doctora.
House vuelve al hospital tras pasar una noche en un calabozo y Cuddy le ordena dedicarse dos días a pasar consulta. En la sala de espera, de repente un hombre se pone de pie y empieza a correr gritando como un loco agarrándose un oído. House se reúne con su equipo para hacer el diagnóstico. Con los síntomas que tienen en la mano, cada uno da su opinión. A House no le importan las demás ideas y les dice que empiecen con las pruebas necesarias. Él sabe que lo único que tiene el paciente es una cucaracha en la oreja que ha empezado a morderle, pero si aparenta que tiene un gran caso entre manos, Cuddy no le hará volver a las consultas obligatorias.
Cameron está pasando consulta y atiende a un hombre con aspecto de mendigo que tiene una masa cancerosa en los pulmones. El hombre le pide pasar la noche en el hospital porque afuera hace mucho frío. Cuddy se entera del caso y de paso averigua que House está tratando de hinchar un caso muy simple para no pasar consulta. La directora lo busca y le ordena dedicarse a su deber, en caso contrario volverá a la cárcel.
House vuelve a sus consultas y en la sala de espera ofrece 50 dólares a los que decidan irse a su casa sin que los atienda. Algunos pacientes aceptan el trato. Cuddy no sabe qué hacer con él y decide ofrecerle un juego: le dará 10 dólares por cada paciente que atienda sin tocarlo; si lo toca, los 10 dólares los tendrá que pagar House. Varios pacientes llegan a su consulta temerosos de haber contraído una enfermedad venérea. Los dos primeros dan negativo, pero la tercera, una chica que se llama Eve, tiene una enfermedad de transmisión sexual. Cuando House se lo confirma, ella empieza a llorar. House le dice que con un tratamiento se curará y cuando le acerca las pastillas, ella le da un manotazo y le grita que no la toque. House va al despacho de Cuddy para pedirle otro médico para esa paciente. Él no se considera la persona apropiada para hacerse cargo de una mujer a la que han violado.
Cuddy comunica a Eve que le van a asignar otro médico, pero ella dice que quiere que la trate House. Él se niega porque no hay nada que tratar, está perfectamente sana. Eve sólo quiere hablar con él. Al final, la derivan a otra doctora que trata de comunicarse con ella sin ningún éxito. Durante un descuido de la doctora, Eve coge un bote de pastillas y se las toma todas. Después, la tienen que atender inconsciente.
House visita a Eve y hablan de su época de estudiantes. House no sabe por qué ella sólo confía en él. Eve le pregunta si le ha pasado algo terrible en su vida porque parece atormentado con algo. House pide consejo a todos los miembros de su equipo sobre la actitud que tomar con la chica. Cada uno da su opinión, que no comparten entre ellos. House vuelve a la cabecera de Eve y le cuenta una historia de abusos en su infancia. Le dice que su abuela, con la que pasaba temporadas mientras sus padres viajaban, le sometía a duros castigos como dormir solo en el jardín o bañarse en agua con hielos, pero que nunca se atrevió a decírselo a sus padres. Eve le pregunta si eso es verdad y él le responde que es la verdad de alguien.
Cuddy busca a House y le dice que hay algo nuevo en el caso de Eve: está embarazada. Él va a ver a la joven para comunicarle la noticia y le dice que puede abortar, pero ella está en contra porque considera el aborto un asesinato. House la invita a salir a dar un paseo fuera del hospital. Los dos se sientan en un banco del parque y continúan con su conversación filosófica. Eve argumenta que el destino del hombre es la eternidad; House cree que nuestro tiempo en la Tierra es lo único que tenemos. Ella se resiste a pensar que la vida no signifique nada más. House le pregunta por qué sólo confía en él y ella le explica que hay algo que le hace pensar que también ha sufrido. House reconoce que la historia que le contó es verdad, pero que quien abusó de él fue su padre. Entonces ella se abre y le cuenta cómo fue su violación.
En el hospital, House comunica a Cuddy que Eve ha decidido finalizar su embarazo y que se va a casa.

## Diagnóstico
A la joven se le diagnostica chlamydia producto de la violación.

## House y Sartre
Este capítulo está basado en A puerta cerrada (obra) del filósofo Jean-Paul Sartre. El escenario de esta obra transcurre en el infierno según Sartre. Un infierno que sería representado como una habitación que no tiene espejos ni ventanas y sólo cuenta con una puerta, tres sillones, una estatua de bronce y un abrecartas. 
Allí un personaje llamado Garcín despierta y se ve obligado a convivir con dos mujeres Inçes y Estella. Con la puerta cerrada con llave. Todos esperan ser torturados, pero no aparece torturador alguno. En lugar de ello, ellos descubren que están ahí para torturarse entre ellos, lo cual parecen estar logrando. Al principio, los tres observan eventos que les conciernen, sucediendo en Tierra, pero eventualmente (conforme su conexión con Tierra se desvanece y los vivos prosiguen) son abandonados con sus propios pensamientos y la compañía de los otros dos. Al final de la obra, Garcín exige salir; tras decirlo, la puerta se abre, pero ninguno decide salir, ya que se dan cuenta de que no pueden vivir los unos sin los otros. Allí Sartre demuestra su teoría de que infierno son "los otros". Pero necesitamos de ellos.

## Citas
"Un día; una habitación"... (Frase que le dice Eve a House antes de la conversación en el parque).
Porque la vida está formada por una serie de habitaciones, y aquellos con quienes coincidimos en ellas configuran nuestras vidas.